# Most Chiapas
Most Chiapas (Puente Chiapas) – most oddany do użytku w grudniu 2003 nad jeziorem Nezahualcoyotl, częścią tamy Malpaso, w meksykańskim stanie Chiapas. 
Ma długość 1208 metrów i szerokości 10 metrów, posiada dwie jezdnie. Jest częścią trasy pomiędzy Las Choapas (Veracruz) i Raudales-Ocozocoautla (Chiapas) i stał się ważnym kamieniem milowym pod autostradę Cosolealecaque-Tuxtla Gutiérrez. 
Most skraca około 100 kilometrów (60 mil) lub 3,5 godziny czas podróży między Meksykiem i Chiapas.